# Nas Ondas da Costa Rica
Nas Ondas da Costa Rica, também chamado de Nas Ondas 5 foi a quinta edição do reality show esportivo brasileiro Nas Ondas, apresentado pela Rede Globo, e que é exibido no programa Esporte Espetacular (dentro programação do Verão Espetacular). 
Esta foi a primeira edição internacional do programa, que teve como palco as cidades de Santa Teresa e Tamarindo.
Participaram desta edição os surfistas Alejo Muniz, Filipe Toledo e Miguel Pupo, que usaram evento como pré-temporada para o Circuito Mundial de Surfe de 2014, além das participações especiais de Flávio Canto, Paulinho Vilhena, Omar Docena e Sandro Dias. Gabriel Medina também participaria, mas lesionado, foi substituído pelo surfista profissional costa riquenho Federico Pilurzu.
Além deles, foram convidados para participar, como juízes, os surfistas Victor Ribas e Teco Padaratz.

## Fórmula de disputa
Os competidores foram divididos em 2 equipes, formadas por 2 surfistas profissionais, e 3 amadores. A competição teve nove baterias, homem a homem, com duração de 25 minutos. São consideradas para pontuação as duas melhores ondas de cada competidor. Quem somasse mais pontos venceria a bateria e conquistava um ponto para sua equipe. Sempre respeitando a regra que os profissionais competem entre si, assim como os amadores. O time que fizesse cinco pontos seria o campeão.

## Equipes
| Equipe          | Surfista profissional 1 | Surfista profissional 2 | Surfista local convidado | Convidado 1      | Convidado 2  |
| --------------- | ----------------------- | ----------------------- | ------------------------ | ---------------- | ------------ |
| Equipe Vermelha | Miguel Pupo             | Alejo Muniz             | Antony                   | Sandro Dias      | Omar Docena  |
| Equipe Amarela  | Filipe Toledo           | Federico Pilurzu        | Ramon                    | Paulinho Vilhena | Flávio Canto |

## Resultado final
A equipe vencedora desta edição foi a Equipe Amarela. 